# Mlada Breda (povest)
Mlada Breda (COBISS) je povest Ivana Preglja. Delo je prvič izšlo leta 1913 v 67. zvezku zbirke Slovenske večernice, za katero skrbi Založba sv. Mohorja v Celovcu. 

## Vsebina
Anica, dekle, ki zgodaj postane sirota, se poroči z Jurijem, s katerim se poznata že iz mladih let. S poroko pride na posest, ki se imenuje Peč. Jurij tam živi z materjo Katro, hlapci in deklami. Jurijeva mati je hudobna, skrajno nemogoča ženska, ki stresa svojo zlobo na vse okoli sebe. Ne mara niti lastnega sina. Najbolj pa jo moti Anica, ki ogroža njeno oblast na Peči. Anica je namreč potomka prejšnjih gospodarjev te posesti, poleg tega se med njo in hlapcem Lipetom, ki ima prav tako korenine na Peči, razvija simpatija. Katra ima svojega zaveznika le v hlapcu Tomažu pa še ta se na koncu obrne proti njej. Snahe se skuša znebiti na vsak način, poskusi jo celo zastrupiti z zdravili, ko Anica zboli. Sina Jurija naščuva proti njej češ, da ima razmerje s hlapcem. Jurij, bolan in nemožat, ženi ne zaupa več in jo pred smrtjo izključi iz oporoke. Anica rodi sina, ki kmalu umre za kozami. Luka, Katrin brat, ki tudi životari na posestvu, ne more več prenašati sestrinega početja in jo zastrupi. Za Katrino smrt je obtožena Anica, ki pristane v zaporu, vendar Luka na koncu prizna svojo krivdo. Anica se kasneje poroči s hlapcem Lipetom in Peč tako spet pristane v rokah pravih gospodarjev. 

## Odmev
- Josip Debevec.
- Fran S. Finžgar.
- [Ivan Pregelj]. Mentor 6/2 (1913/14). 37.